# Chancelier du Reich
Le chancelier du Reich (en allemand : Reichskanzler) est le chef du gouvernement fédéral du Reich allemand entre 1918 et 1945, sous le régime de la république de Weimar puis du Troisième Reich.
Nommé par le président du Reich et tributaire de la confiance du Reichstag, il préside et établit la politique générale du gouvernement.
Ce poste comptera 16 titulaires en 27 ans d'existence, dont 12 pendant les 14 années du régime républicain. À partir de 1930, le chef de l'État s'émancipe des rapports de force parlementaires pour nommer le chancelier et à compter de janvier 1933, Adolf Hitler met en place un régime autoritaire. La chancellerie fusionne avec la présidence en 1934 et ne réapparaît que quelques semaines en mai 1945 avant d'être définitivement supprimée par les Alliés.

## Nomination
Le chancelier du Reich est nommé par le président du Reich (en allemand : Reichspräsident). S'il doit bénéficier de la confiance du Reichstag, aucun vote de confiance n'est formellement prévu par la Constitution.

## Compétences
Membre du gouvernement du Reich, il propose la nomination et la révocation des ministres au président. Il « exerce la présidence du gouvernement et dirige les affaires selon un règlement intérieur établi par le gouvernement ».
La république de Weimar établissant le gouvernement comme un organe collégial, à l'inverse de la pratique impériale, le chancelier ne bénéficie que d'un droit de regard limité sur l'action ministérielle. Même s'il « trace les lignes directrices de la politique et en porte la responsabilité devant le Reichstag », « chaque ministre conduit en toute indépendance les affaires du département qui lui a été confié, sous sa propre responsabilité devant le Reichstag » dans le cadre précédemment défini.

## Fin des fonctions
Les fonctions du chancelier du Reich prennent fin par décès, démission, révocation par le président ou vote d'une motion de censure par le Reichstag.

## Histoire
La fonction prend la suite de celle de chancelier impérial, créée en 1871. Elle compte 12 titulaires différents entre août 1919 et janvier 1933, dont huit sont issus du Parti social-démocrate d'Allemagne (SPD) ou du Parti du centre allemand (DZP).
Avec l'accession au pouvoir d'Adolf Hitler, le chancelier devient l'homme fort du système institutionnel allemand, qui reste de jure celui de la république de Weimar. Après la mort du président Paul von Hindenburg, Hitler assure la fusion des deux fonctions et prend le titre de « Führer et chancelier du Reich » (Führer und Reichskanzler). Après son suicide le 30 avril 1945 et conformément à son testament, la présidence et la chancellerie sont de nouveau disjointes et cette dernière revient à Joseph Goebbels, qui se suicide au bout d'un jour.
Le dernier titulaire de la fonction est Lutz Schwerin von Krosigk, nommé par Karl Dönitz mais qui préfère prendre le titre de « ministre en chef » (Leitender Minister). Il l'assume trois semaines, jusqu'à la capture du « gouvernement de Flensbourg » par les Britanniques.

### Titulaires
| Nom                                  | Nom                       | Dates du mandat | Dates du mandat | Parti |
| ------------------------------------ | ------------------------- | --------------- | --------------- | ----- |
|                                      | Friedrich Ebert           | 10/11/1918      | 13/02/1919      | SPD   |
|                                      | Philipp Scheidemann       | 13/02/1919      | 20/06/1919      | SPD   |
|                                      | Gustav Bauer              | 21/06/1919      | 26/03/1920      | SPD   |
|                                      | Hermann Müller            | 27/03/1920      | 08/06/1920      | SPD   |
|                                      | Constantin Fehrenbach     | 25/06/1920      | 04/05/1921      | DZP   |
|                                      | Joseph Wirth              | 10/05/1921      | 14/11/1922      | DZP   |
|                                      | Wilhelm Cuno              | 22/11/1922      | 12/08/1923      | Sans  |
|                                      | Gustav Stresemann         | 13/08/1923      | 23/11/1923      | DVP   |
|                                      | Wilhelm Marx              | 30/11/1923      | 15/01/1925      | DZP   |
|                                      | Hans Luther               | 15/01/1925      | 12/05/1926      | Sans  |
|                                      | Wilhelm Marx              | 17/05/1926      | 28/06/1928      | DZP   |
|                                      | Hermann Müller            | 28/06/1928      | 27/03/1930      | SPD   |
|                                      | Heinrich Brüning          | 30/03/1930      | 30/05/1932      | DZP   |
|                                      | Franz von Papen           | 01/06/1932      | 17/11/1932      | DZP   |
|                                      | Kurt von Schleicher       | 04/12/1932      | 28/01/1933      | Sans  |
|                                      | Adolf Hitler              | 30/01/1933      | 30/04/1945      | NSDAP |
|                                      | Joseph Goebbels           | 30/04/1945      | 01/05/1945      | NSDAP |
|                                      | Lutz Schwerin von Krosigk | 02/05/1945      | 23/05/1945      | NSDAP |
| Titre : - 05/1945 : Ministre en chef |                           |                 |                 |       |